# Hans Adalbert Schweigart
Hans Adalbert Schweigart, né le 7 juillet 1900 à Biberberg et mort le 2 août 1972, est un chimiste et nutritionniste allemand.

## Biographie
Il étudie la chimie à Berlin et Munich. En 1924, il obtient son doctorat avec une thèse sur l'amylase de pomme de terre. Il invente le terme de substances vitales en 1935. Il est directeur de l'Institut pour les soins et le stockage de recherche sur le commerce agricole à l'Université Friedrich-Wilhelm de Berlin.
Schweigart est le premier président de la scène internationale de L‘Union mondiale pour la protection de la vie au Luxembourg en 1964 et organise le Congrès de la Société internationale de substances vitales et des maladies de civilisation.

## Publications
- (de) Der Ernährungshaushalt des deutschen Volkes. Deutscher Verlag für Politik und Wirtschaft, Berlin, 1937.
- (de) Evolution und Revolution in der Naturwissenschaft, Dachau, Zauner, 1964